# Helgi Ólafsson
Helgi Ólafsson (* 15. August 1956 in Reykjavík) ist ein isländischer Schachspieler.

## Werdegang
Helgi Ólafsson erhielt von der FIDE 1978 den Titel Internationaler Meister verliehen, 1985 dann den Großmeistertitel. Seit 2009 trägt er zusätzlich den Titel FIDE Senior Trainer. Er gewann die Isländische Meisterschaft in den Jahren 1978, 1981, 1991, 1992, 1993 und 1996.
Im Januar 2015 liegt er auf dem vierten Platz der isländischen Elo-Rangliste.

## Turniererfolge
- Neskaupstad 1984: 1. Platz
- Vestmannaeyjum 1985: 2./3. Platz
- Kopenhagen 1985: 2.–4. Platz
- Dortmund 1988: 4. Platz
- Reykjavík 1989: 3. Platz
- Akureyri 1994: 4. Platz
- Reykjavík 1995: 3./4. Platz

## Nationalmannschaft
Helgi Ólafsson nahm mit der isländischen Nationalmannschaft zwischen 1976 und 2014 an 16 Schacholympiaden teil, außerdem an der Mannschaftsweltmeisterschaft 1993 und den Mannschaftseuropameisterschaften 1992, 2011 und 2015 (in der zweiten isländischen Mannschaft).